# Ларинский заказник (Донецкая область)
Ларинский заказник (Ларинская степь; укр. Ларинський заказник) — ландшафтный заказник местного значения. Статус заказника степному урочищу был присвоен в 2002 году решением 4/3-059 Донецкого областного совета.
Ларинская степь находится в южной части Будённовского района Донецка (Ларинский поселковый совет) на правом берегу Кальмиуса между посёлками Ларино и Павлоградское. Площадь заказника составляет 70 гектаров.
Целью создания заказника было сохранение и сбережение петрофитной степи.

## Ландшафт
Ларинская степь ограничена высоким обрывистым берегом Кальмиуса. Вдоль берега проходит пешеходная тропа. Над тропой находится высокий склон, покрытый кустарником. В этом склоне есть промоина с каменным хаосом из крупных глыб. При таянии снегов по этой промоине стекает вода. Под тропой встречаются скальные выступы, омывающиеся рекой. Кальмиус в районе Ларинской степи полноводный. Наверху склона начинается типчаково-ковыльная каменистая степь с выходом на поверхность осадочных горных пород. Почва — чернозём с долей щебня.

## Флора
Из растений, произрастающих на территории заказника, около 20 видов находятся под охраной. Часть из них занесена в Красную книгу Украины: чабрец ложногранитный, ковыль Лессинга, ковыль-волосатик, пырей ковылелистный, птицемлечник Буша.
Здесь также встречаются растения, не характерные для южной части Украины: адонис весенний, василёк угольный, кузьмичёва трава, душица пушистая.
На территории заказника также произрастают: шалфей поникающий, люцерна, овсяница, кёлерия узколистная, перловник золотисточешуйчатый, зопник клубненосный, василистник, боярышник, миндаль степной, шиповник, пролеска сибирская, фиалка, бессмертник песчаный, гвоздика Анджиевского, перловник, кизильник, чабрец, астрагал, яблоня. Вдоль Кальмиуса произрастают: ива белая, ива пятитычинковая, осока, алтей, рогоз, солонечник.

## Фауна
В Ларинской степи селятся серая славка, овсянка, камышовка, жаворонок.